# Macrocalamus gentingensis
Espèce
Statut de conservation UICN

 LC  : Préoccupation mineure
Macrocalamus gentingensis  est une espèce de serpents de la famille des Colubridae.

## Répartition
Cette espèce est endémique du Pahang en Malaisie péninsulaire.

## Étymologie
Son nom d'espèce, composé de genting et du suffixe latin -ensis, « qui vit dans, qui habite », lui a été donné en référence au lieu de sa découverte, les monts Genting.

## Publication originale
- Yaakob & Lim, 2002 : A new species of mountain reed snake, Macrocalmus gentingensis, from Genting Highlands, Pahang, Peninsular Malaysia. Hamadryad, vol. 27, n. 1, p. 83-89.